# César Loustau
César Juan Loustau est un architecte et historien de l'architecture uruguayen né le 5 février 1926 et mort le 4 février 2011 à Montevideo.

## Publications
- (es) Influencia de Francia en la arquitectura de Uruguay, Ediciones Trilce, 1995, 191 p. (ISBN 9974-32-116-6, lire en ligne)
- (es) La arquitectura uruguaya del siglo XX en el Uruguay, 2 tomos, 2010